# Guerra anglo-svedese
La guerra anglo-svedese ebbe luogo nel corso delle guerre napoleoniche. La Svezia fu sempre alleata con il Regno Unito, con la sola eccezione del periodo 1810-1812. Come risultato della guerra di Finlandia ed a seguito del Trattato di Fredrikshamn, la Svezia dichiarò guerra al Regno Unito. La guerra però esistette soltanto sulla carta ed i britannici furono ufficialmente autorizzati a mantenere navi nel porto svedese dell'isola di Hanö ed a commerciare con le nazioni del Baltico.

## Storia
La pace firmata a Parigi nel 1810 obbligò la Svezia ad unirsi al blocco continentale, un embargo commerciale contro il Regno Unito. Dal momento che il Regno Unito era il più grande partner commerciale della Svezia, la questione era divenuta un grosso problema. Il commercio continuò a svolgersi attraverso il contrabbando. La Francia alla fine si stancò della riluttanza svedese nel far rispettare l'embargo commerciale, e il 13 novembre 1810 presentò un ultimatum al governo svedese:
la Svezia aveva cinque giorni di tempo per:
- Dichiarare guerra contro il Regno Unito
- Confiscare tutte le navi britanniche presenti nei porti svedesi
- Sequestrare tutti i prodotti britannici in Svezia

Se la Svezia non avesse soddisfatto i requisiti dell'ultimatum francese, la Francia ed i suoi alleati avrebbero dichiarato guerra alla Svezia. Il 17 novembre, il governo svedese accettò i requisiti francesi e dichiarò guerra al Regno Unito.
Tuttavia non avvennero atti di guerra durante il periodo di belligeranza dichiarata. Al Regno Unito era ancora permesso di mantenere navi ad Hano durante "il conflitto". L'unico spargimento di sangue durante la guerra avvenne il 15 giugno 1811, quando il Maggior Generale Hampus Morner con 140 uomini dovette sciogliere l'assembramento di un gruppo di agricoltori di Klågerup in Scania che contestavano l'arruolamento di soldati. Nei disordini di Klågerup 30 contadini vennero uccisi dai soldati di Morner.
Quando Jean-Baptiste Jules Bernadotte venne eletto sovrano di Svezia, le relazioni politiche con la Francia andarono deteriorandosi. Quando la Francia occupò la Pomerania svedese e l'isola di Rügen nel 1812, la Svezia cercò la pace con il Regno Unito. Dopo lunghi negoziati, il trattato di pace venne firmato il 18 luglio 1812 a Örebro nello stesso giorno e luogo in cui inglesi e russi firmarono un trattato di pace che pose termine alla guerra anglo-russa.